# Rugårds amt
Rugårds amt (danska: Rugård Amt) var ett amt i södra Danmark. Amtet omfattade Skovby härad på den nordvästra delen av ön Fyn. Residensstaden Bogense var amtets enda stad.

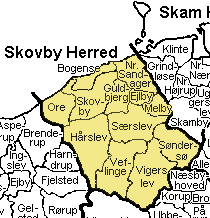
Karta över Skovby härad, som mellan 1662 och 1793, tillsammans med Vissenbjergs socken i söder, utgjorde Rugårds amt.

## Administrativ historik
Rugårds amt bildades när Danmarks län ersattes av amt 1662 och ersatte då det dåvarande slottslänet Rugårds län. Därtill fördes även Vissenbjergs socken, som tidigare tillhört Hagenskovs län, till Rugårds amt.
Amtet upphörde i samband med amtsreformen 1793 då det, tillsammans med Assens, Hindsgavls och Odensegårds amt blev en del av det då nybildade Odense amt, som sedan i sin tur blev en del av Fyns amt i samband med kommunreformen 1970. Sedan kommunreformen 2007 tillhör området Region Syddanmark.